# 受伤天使

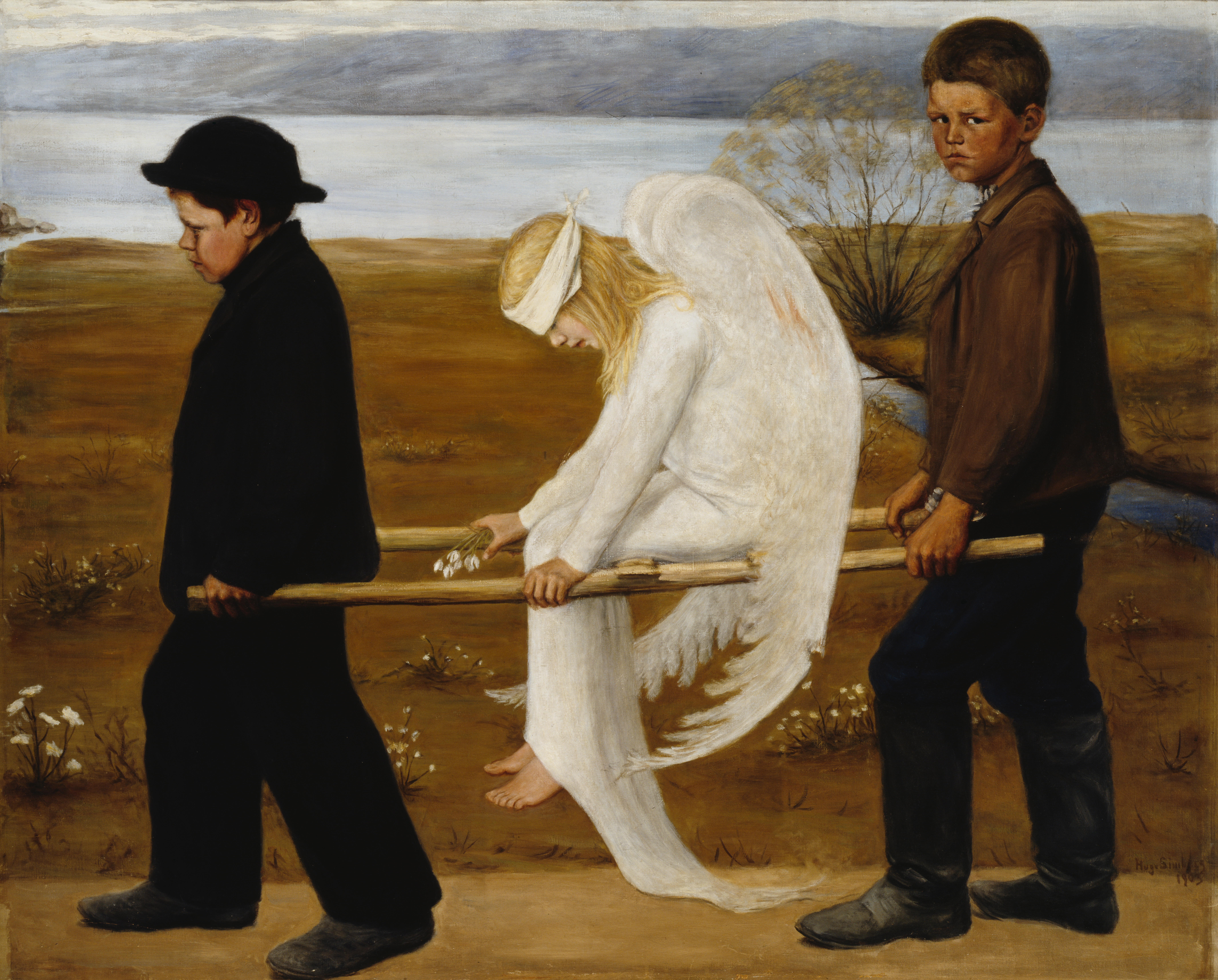
《受伤天使》

《受伤天使》（芬蘭語：Haavoittunut enkeli）是由芬兰画家胡戈·辛贝里创作于1903年的油画。油画中两个神情严肃的男孩用担架抬着一个天使女孩穿过荒野。天使左边的羽翼上沾着血迹，她的眼睛被白色的纱布缠住。油画是画在帆布上，尺寸为127×154厘米。作品收藏于芬兰雅典娜姆艺术博物馆里。

## 创作过程及版本
胡戈·辛贝里花了很长时间来构思和创作这个主题。早在1898年他从意大利回来之后就开始画了一些草图。从草图及设计过程中所拍的一些照片中可以看出画家考虑过各种不同的创作方法。一些草图中受伤天使用独轮车来抬着，另外的草图中天使则由小魔鬼抬着。但天使的形象和位于赫尔辛基蝶略湾的动物园公园的风景却保持不变。
辛贝里在创作此画时刚从一场大病中恢复过来，瘦小的天使女孩被认为是画家描述生病时期的个人感受。此副作品被放大尺寸由辛贝里在1905至1906年间作为大型壁画画在坦佩雷主教座堂里。壁画版本中稍微有点改变：水面风景更为宽阔，背景中多了两个冒烟的工厂烟囱。
辛贝里不愿意对他的作品做出明确的解释，而是希望作品能激起观众的任何感受都行。对他来说，最重要的是观众看完画之后有所体会。对这副油画作品他本人也没有亲自命名，而是在展览作品表上画了一道横线。